# 栄昌区
栄昌区（えいしょうく）は中華人民共和国重慶市に位置する市轄区。

## 地理
栄昌区は重慶市西部に位置し、東は大足県及び永川区、西は四川省隆昌市、南は瀘州市、北は内江市及び安岳県と接している。

## 歴史
漢代以降、栄昌地区は江陽及び漢安両県の管轄とされていた。758年（乾元2年）、唐朝により昌州が設置されると、その下に昌元、静南、大足の三県が設置され、昌元県が現在の栄昌地区に相当した。1374年（洪武7年）、昌元県が栄州及び昌州の地であったこと、また繁栄昌盛の願いを込め栄昌県と改称された。2015年4月28日、市轄区の栄昌区に昇格された。

## 行政区画
下部に6街道、15鎮を管轄する。
- 街道:昌元街道、昌州街道、広順街道、双河街道、安富街道、峰高街道
- 鎮:直升鎮、万霊鎮、清江鎮、仁義鎮、河包鎮、古昌鎮、呉家鎮、観勝鎮、銅鼓鎮、清流鎮、盤竜鎮、遠覚鎮、清升鎮、栄隆鎮、竜集鎮

## 交通

### 鉄道
- 成渝旅客専用線
  - 栄昌北駅（中国語版）
- 成渝線
  - 栄昌駅（中国語版）

### 道路
- 高速道路
  -  銀昆高速道路
  -  大内高速道路（中国語版）
  -  潼栄高速道路
- 国道
  - G348国道（中国語版）

## 健康・医療・衛生
- 荣昌区人民医院
- 荣昌区中医院
- 荣昌区婦幼保健院
- 重慶永荣鉱業有限公司総医院
- 重慶益民医院